# Сейейс, Нормундс
Но́рмундс Се́йейс (также Нормунд Се(й)ейс; латыш. Normunds Sējējs; 12 февраля 1968, Рига, Латвийская ССР, СССР) — советский и латвийский хоккеист, защитник; тренер и менеджер.

## Биография
Воспитанник рижского хоккея. В первенстве СССР среди взрослых впервые сыграл в сезоне 1984/85 за команду «Латвияс Берзс», выступавшую во второй лиге; затем продолжал играть за команду РШВСМ / РШВСМ-«Энерго». В 1986 году Сейейс принял участие в 6-й Зимней Спартакиаде народов СССР в составе команды Латвийской ССР, занявшей 5-е место (выступали хоккеисты 1968—1969 г. р.).
В высшей лиге СССР (затем — чемпионате СНГ, Межнациональной хоккейной лиге) Сейейс играл за рижское «Динамо» в сезонах 1987/88 — 1993/94. Серебряный призёр чемпионата СССР 1987/88 в составе рижского «Динамо» (провёл в турнире 23 матча из 51; официально удостоен не медали, а «диплома второй степени»). В 1994 году покинул рижский клуб; затем выступал в высших лигах Чехии, Словакии, открытом чемпионате Беларуси, вторых по значимости дивизионах Финляндии, Германии, Швейцарии. В «Риге-2000» в конце игровой карьеры был капитаном команды.
Играл в сборной Латвии на девяти чемпионатах мира и двух квалификационных олимпийских турнирах. Победитель группы B первенства мира (1996).
В июне 2006 года назначен главным тренером ХК «Рига-2000».
Весной 2008 года стал генеральным менеджером рижского «Динамо», воссозданного для участия в КХЛ; занимал должность до 10 апреля 2012 года.
В сезоне 2011/12, по данным eliteprospects.com, провёл два матча как игрок в латвийской лиге за ХК «Озолниеки/Монархс».
В сезоне 2012/2013 являлся менеджером пражского «Льва», выступавшего в КХЛ. В 2013 году вернулся в качестве менеджера в рижское «Динамо».
7 января 2016 года, после отставки Кари Хейккиля, Сейейс (оставаясь и генеральным менеджером рижан) был назначен и. о. главного тренера рижской команды до конца сезона.
31 мая 2019 года назначен генеральным менеджером клуба «Хумо» из Ташкента. В 2020 году Сейейс вернулся в Латвию и стал главным тренером клуба «Лиепая».

## Достижения
- Серебряный призёр чемпионата СССР: 1987/88 («Динамо» Рига)
- Серебряный призёр чемпионата Чехии: 1996 («Хемопетрол» Литвинов)
- Победитель швейцарской Национальной лиги B: 2000 («Кур»)
- Чемпион Латвии: 2005 («Рига-2000»)[11]

### Статистика (главный тренер)
(статистика до 2015 года не приведена)
| Команда  | Турнир-сезон | Регулярный сезон | Регулярный сезон | Регулярный сезон | Регулярный сезон | Регулярный сезон | Регулярный сезон | Регулярный сезон | Регулярный сезон | Регулярный сезон | Плей-офф             | Плей-офф             | Плей-офф             |
| Команда  | Турнир-сезон | И                | В                | ВО/ВБ            | Н                | ПО/ПБ            | П                | О                | %                | Результат        | В                    | П                    | Результат            |
| -------- | ------------ | ---------------- | ---------------- | ---------------- | ---------------- | ---------------- | ---------------- | ---------------- | ---------------- | ---------------- | -------------------- | -------------------- | -------------------- |
| Динамо Р | КХЛ 2016-17  | 60               | 11               | 10               | -                | 5                | 34               | 58               | 32,2 %           |                  | не попали в плей-офф | не попали в плей-офф | не попали в плей-офф |